# Petronella Heringa
Petronella Maria Heringa (Utrecht, 26 mei 1847 - Groningen, 3 oktober 1905) was een Nederlandse onderwijzeres en schooldirectrice.

## Biografie
Heringa gaf les op de kweekschool voor onderwijzeressen in Arnhem in Engels, Frans, Duits en vrouwelijke handwerken.
Ze vond dat onderwijs voor vrouwen onderontwikkeld was ten opzichte van onderwijs van mannen. Voor jongens waren er al decennia lang kweekscholen. Toen in 1876 in Groningen de derde kweekschool voor onderwijzeressen opende werd Heringa er directrice. In 1894 was Heringa een van de 65 betrokkenen bij de oprichting van de Groningse Vrouwenbond. De vrouwenbond wilde de vrouwenkwestie onder de aandacht brengen, de positie van de vrouwen in de lagere klasse verbeteren, optreden tegen de wetten die de vrouw beperkten en vrouwen aansporen om op te treden als een zelfstandig mens. Ze is begraven op de Noorderbegraafplaats in Groningen. 